# Elecciones federales de 1946 en Chihuahua
Las elecciones federales en Chihuahua de 1946 se llevaron a cabo el domingo 7 de julio de 1946, y en ellas se renovaron los siguientes cargos de elección popular:
- Presidente de la República. Jefe de Estado y de Gobierno de México, electo para un periodo de seis años sin posibilidad de reelección. El candidato ganador en el estado y elegido a nivel nacional fue Miguel Alemán Valdés.
- 2 senadores. Miembros de la cámara alta del Congreso de la Unión elegidos por mayoría relativa para un periodo de seis años.
- 4 diputados federales. Miembros de la cámara baja del Congreso de la Unión elegidos por mayoría simple para un periodo de tres años a partir del 1 de septiembre de 1946 sin posibilidad de reelección para el periodo inmediato.

## Resultados electorales

### Presidente de México
|  | 75.66 % |

|  | 20.68 % |

|  | 2.17 % |

|  | 1.48 % |

|  | 0.00 % |

|  | 100.00 % |

|  | 0.00 % |

### Senadores por Chihuahua

#### Senadores electos
| Candidato              | Partido | Tipo de elección |
| ---------------------- | ------- | ---------------- |
| Antonio J. Bermúdez    |         | Primera fórmula  |
| Alfredo Chávez Amparán |         | Segunda fórmula  |

#### Resultados
|  | 17.90 % |

|  | 74.46 % |

|  | 7.64 % |

|  | 0.00 % |

|  | 100.00 % |

|  | 0.00 % |

- Nota: En el apartado «otras candidaturas» se engloban el resto de las candidaturas, debido a que a pesar de conocerse los nombres de los candidatos y la votación emitida por ellos, no fue posible determinar su partido postulante ni si eran candidatos a senadores por primera o segunda fórmula, siendo estos candidatos Mateo C. Quiroz, Ramón Siqueiros, Alberto Anchondo y Ramón Gámez.

### Diputados federales por Chihuahua

#### Diputados electos
| Candidato            | Partido        | Distrito   | Tipo de elección |
| -------------------- | -------------- | ---------- | ---------------- |
| Eugenio Prado Proaño |                | Distrito 1 | Mayoría relativa |
| Elección nula.       | Elección nula. | Distrito 2 | Mayoría relativa |
| Luis R. Legarreta    |                | Distrito 3 | Mayoría relativa |
| José López Bermúdez  |                | Distrito 4 | Mayoría relativa |

#### Distrito 1: Chihuahua
|  | 16.14 % |

|  | 66.46 % |

|  | 10.38 % |

|  | 1.86 % |

|  | 0.98 % |

|  | 0.00 % |

|  | 95.83 % |

|  | 4.17 % |

#### Distrito 2: Hidalgo del Parral
|  | 22.40 % |

|  | 65.02 % |

|  | 12.58 % |

|  | 0.00 % |

|  | 100.00 % |

|  | 0.00 % |

## Acusaciones de fraude electoral
Luego de la elección, como en muchas otras partes del país, en Chihuahua se dieron varias acusaciones fraude electoral, siendo las más recurrentes las correspondientes al desarrollo de la elección en el Distrito 2 con cabecera en Hidalgo del Parral y que correspondía a varios municipios del sur del estado y la Sierra Tarahumara en donde el Partido Acción Nacional, y sus candidatos a diputado federal Manuel Gómez Morin y al senado Ignacio C. Enríquez y Francisco Cordero acusarían al Partido Revolucionario Institucional de fraude electoral. Por un lado, los candidatos al Senado enviaron diversas cartas y pruebas al Colegio Electoral del Senado de la República, las cuales no fueron siquiera discutidas por el mismo, y su vez no se les permitió participar en las sesiones del Colegio Electoral.
Asimismo, en diversas publicaciones el PAN acusó al PRI de fraude electoral en varios de los Distritos del estado de Chihuahua, como el llenado previo de las urnas en algunas casillas en Delicias correspondientes al Distrito 1, el nombramiento de funcionarios electorales afines al PRI así como diversas agresiones a jóvenes del PAN. Por su parte, en lo correspondiente al Distrito 2, el PAN denunció irregularidades en la cantidad de votos en algunos municipios de la Sierra Tarahumara como Guadalupe y Calvo en donde el total de votos excedía la cantidad de electores inscritos en las listas de electores, así como irregularidades en el armado de los paquetes electorales y tardanza en la publicación de las listas de electores. En el Distrito 4, el PAN denunció la toma de decisiones de manera sumisa por parte del personal de la Junta Computadora hacia personajes del PRI y funcionarios de la Secretaría de Educación en dichos municipios, allegados al candidato suplente al Senado, Manuel López Dávila así como irregularidades en la recolección de los paquetes electorales. Con todas estas denuncias, pruebas notariadas y demás información, el PAN argumentaba haber ganado al PRI la elección para diputados federales en los Distritos 1, 2 y 4.
Por su parte, a Gómez Morin si se le permitió acudir a la sesión del Colegio Electoral de la Cámara de Diputados en donde en primera instancia, se analizó un documento en donde el PAN, acusaba que la elección se había llevado a cabo en 129 casillas sin listas de electores publicadas o autorizadas, así como que unos días antes de la elección, el Comité Distrital le había cancelado todos sus registros de representantes de casilla, ante lo cual no hubo representantes del PAN en ninguna casilla del distrito, por lo cual, en la propuesta de dictamen, el Colegio Electoral y la Comisión Dictaminadora proponían la anulación de la elección por el Distrito 2, ante la cual, el PAN se oponía.
Posteriormente, algunos presuntos diputados del PAN y del PRI discutieron sobre la nacionalidad de Gómez Morin, acusándolo de ser inelegible para el cargo, acusaciones que fueron desmentidas por el propio Gómez Morin, para volver a la discusión de la elección en donde el mismo Gómez Morin, aceptaría la nulidad de las elecciones, las cuales, finalmente fueron anuladas para convocar a una elección extraordinaria que jamás se realizó, por lo que el Distrito 2 quedó sin diputado para la XL Legislatura.
Por su parte, la elección de José López Bermúdez como diputado por el Distrito 4 fue impugnada por el Comité Ejecutivo Nacional del PAN, pero no se le permitió presentar las pruebas, por lo que la impugnación fue desechada por el Colegio Electoral de la Cámara de Diputados.